# 绿锈 (矿物)
绿锈（英語：Fougerite）是一类无机化合物矿物。绿锈有多种结构，如[FeII4FeIII2(OH)12]CO3·2H2O、[FeII4FeIII2(OH)12]SO4·8H2O等。
绿锈最早发现于法国布列塔尼的富热尔附近的土壤中，并在2002年被国际矿物学协会认可为一种矿物。